# Katastrofa lotu British European Airways 609

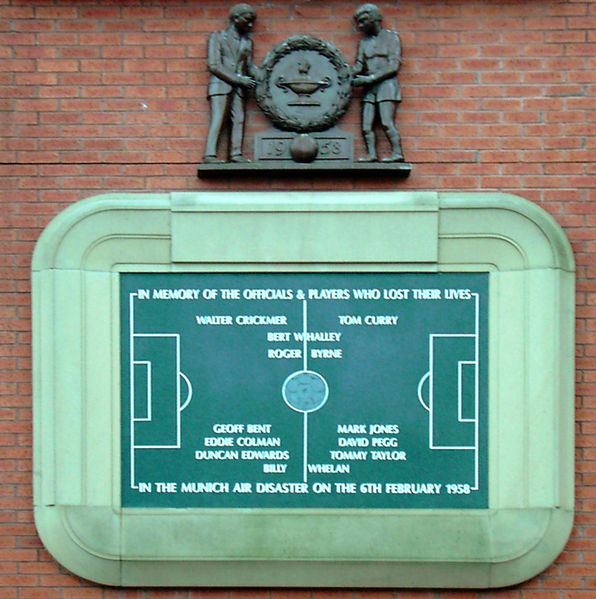
Tablica pamiątkowa na stadionie Old Trafford w Manchesterze upamiętniająca ofiary katastrofy

Katastrofa lotu British European Airways 609 – katastrofa samolotu Airspeed AS.57 Ambassador 2 linii British European Airways na lotnisku München-Riem w Monachium, która miała miejsce 6 lutego 1958. Zginęły 23 osoby (w tym 8 piłkarzy Manchesteru United).

## Samolot
Airspeed Ambassador, o numerze rejestracyjnym G-ALZU, ochrzczony imieniem angielskiego lorda i polityka – „Lord Burghley” eksploatowany od 1952. Samoloty tego typu mogły zabrać na pokład maksymalnie do sześćdziesięciu pasażerów. W siedmiu incydentach lotniczych – z których katastrofa w Monachium przoduje pod względem liczby zabitych – zginęło łącznie 29 osób (według Aviation Safety Network).

## Pasażerowie i załoga
Na pokładzie czarterowego lotu nr 609 do Manchesteru znajdowało się 38 pasażerów, wśród nich piłkarze Manchesteru United powracający z rozegranego w Belgradzie meczu z drużyną FK Crvena zvezda w Pucharze Europy. Mecz zakończył się wynikiem 3:3, który dał MU awans do półfinału. Piłkarzom towarzyszyli pracownicy klubu, dziennikarze, kibice oraz sześcioosobowa załoga z kapitanem Jamesem Thainem.

## Katastrofa
6 lutego 1958 był w Monachium dniem mroźnym i śnieżnym. O 14:17 maszyna dotarła do Monachium, gdzie miała zatankować przed lotem do docelowego portu przeznaczenia, Manchesteru. O 15:20 piloci maszyny otrzymali pozwolenie na kołowanie na pas nr 25. O 15:31 – po zezwoleniu na start – załoga rozpoczęła procedurę rozpędzania samolotu po pasie. Jednak po chwili piloci zauważyli nieprawidłową pracę silników, przerwali start i powrócili na miejsce startowe. Po otrzymaniu pozwolenia na drugą próbę startu i powtórnym rozpędzeniu, pojawiły się kolejne kłopoty z ciśnieniem paliwa w silniku nr 1. W końcu i ta próba startu została przerwana.
Po przedyskutowaniu sprawy piloci zadecydowali, iż tym razem spróbują otworzyć przepustnice wolniej, by wyeliminować problem nagłego wzrostu ciśnienia paliwa w silnikach. Tymczasem, zarówno na samolot, jak i na powierzchnię pasa startowego, nadal padał intensywny śnieg – mimo że część została zniesiona podczas prób startu, to jednak warstwa kilku centymetrów wciąż utrzymywała się na powierzchni pasa. W tamtych czasach dla zarządu portu lotniczego tak niewielka warstwa nie stanowiła jednak problemu.
Około godziny 16:03 samolot rozpoczął trzecią próbę startu z pasa nr 25. Kiedy prędkość maszyny osiągnęła 85 węzłów (ok. 43 m/s), w silniku nr 1 powoli zwiększało się ciśnienie paliwa. Po chwili piloci unieśli dziób samolotu. Przy prędkości V1 – 117 węzłów (ok. 60 m/s) – maszyna odmówiła posłuszeństwa. Przed osiągnięciem prędkości V2 (119 węzłów – 61 m/s) samolot wjechał w strefę gładkiej warstwy błota na pasie startowym. Prędkość zmalała do 105 węzłów (54 m/s), przy której samolot nie mógł wzbić się w powietrze. 
Po utracie prędkości samolot wypadł z pasa, przerwał okalającą lotnisko barierkę, przeciął pobliską drogę i rozbił się o domostwo i rosnące w jego pobliżu drzewo. Część wraku zatrzymała się dopiero po kolejnych 90 metrach, uderzając w drewniany garaż i zaparkowany wewnątrz wóz, wzniecając płomienie. Większość z podróżnych zajmujących tylne rzędy siedzeń albo poniosła śmierć na miejscu, albo wskutek ciężkich ran – niewielu z tamtej części samolotu udało się przeżyć (jeden piłkarz – Bobby Charlton przeżył katastrofę i w latach 60. XX wieku został mistrzem świata oraz zdobył z Manchesterem United Puchar Europy). Przednia część samolotu wytraciła prędkość po kolejnych 65 metrach.
Budynek, o który skrzydłem zahaczyła maszyna w chwili katastrofy, był pusty.

## Ofiary

### Załoga
- Kapitan Kenneth „Ken” Rayment – II pilot rejsu, przeżył katastrofę, jednak zmarł 3 tygodnie później w wyniku uszkodzenia mózgu
- Tom Cable – steward

### Piłkarze Manchesteru United
- Geoff Bent
- Roger Byrne
- Eddie Colman
- Duncan Edwards, został ciężko ranny, zmarł w szpitalu 15 dni później
- Mark Jones
- David Pegg
- Tommy Taylor
- Liam „Billy” Whelan

### Pracownicy Manchesteru United
- Walter Crickmer – sekretarz klubu
- Bert Whalley – główny trener
- Tom Curry – trener

### Inni
- Alf Clarke – dziennikarz „Manchester Evening Chronicle”
- Don Davies – dziennikarz „Manchester Guardian”
- George Follows – dziennikarz „Daily Herald”
- Tom Jackson – dziennikarz „Manchester Evening News”
- Archie Ledbrooke – dziennikarz „Daily Mirror”
- Henry Rose – dziennikarz, „Daily Express”
- Eric Thompson – dziennikarz „Daily Mail”
- Frank Swift – dziennikarz „News of the World” (również były bramkarz reprezentacji Anglii i Manchesteru City)
- Bela Miklos – agent biura podróży
- Willie Satinoff – kibic

## Przyczyna katastrofy
Początkowo winą za wypadek obarczono pilotów, jednak kilka lat później okazało się, że przyczyną katastrofy było zalegające na pasie startowym błoto pośniegowe, które uniemożliwiło samolotowi osiągnięcie prędkości rotacji.